# ديريك فاولر ريغلي
ديريك فاولر ريغلي (بالإنجليزية: Derek Fuller Wrigley)‏ هو مهندس معماري أسترالي، ولد في 16 فبراير 1924.